# Panacea prola
Panacea prola es un especie de lepidóptero perteneciente a la familia Nymphalidae. Es originario de América, donde se distribuye por Panamá, Colombia, Venezuela, Ecuador, Alto Amazonas y las Guayanas. Es la especie tipo.